# Zara Nutley
Zara Nutley (ur. 12 czerwca 1926 w Nowej Zelandii, zm. 9 października 2016 w Wielkiej Brytanii) – brytyjska aktorka charakterystyczna nowozelandzkiego pochodzenia. 

## Kariera
Nutley zadebiutowała w brytyjskiej telewizji mając już 51 lat, w roli Pani Danby w filmie telewizyjnym Spaghetti Two-Step (1977). Jeszcze w tym samym roku otrzymała najbardziej znaną rolę w swojej karierze w serialu Mind Your Language. Grała tam Pannę Dolores Courtney, despotyczną dyrektorkę szkoły wieczorowej dla dorosłych, która mimo dojrzałego już wieku nigdy nie wyszła za mąż, jedyny poważniejszy związek przeżyła jako ośmiolatka i jest bardzo złego zdania o mężczyznach. Postać ta dała aktorce pozycję specjalistki od ról zasadniczych, starszych pań. Na początku lat 90. znalazła się w stałej obsadzie serialu Never the Twain jako Ciocia Eleonora. Występowała także w kilkunastu innych brytyjskich serialach, głównie komediowych, takich jak Terry and June, Lovejoy czy Babie lato. Po raz ostatni pojawiła się na ekranie w 1995 w serialu Grange Hill. W ostatnich latach przebywała w domu opieki dla osób starszych.